# Геологический институт РАН
Геологический институт РАН (Федеральное государственное бюджетное учреждение науки Геологический институт РАН; сокр. ГИН РАН) — научное учреждение Российской академии наук по общетеоретическим и фундаментальным проблемам геологических наук. Основные направления исследований института тектоника, литология, стратиграфия и четвертичная геология.
К концу 2020 года в ГИН РАН было 247 научных сотрудников, из них 99 кандидатов и 56 докторов наук. В Институте работало 3 члена-корреспондента, 3 академика РАН, 5 заслуженных деятелей науки РФ.

## Основные направления исследований

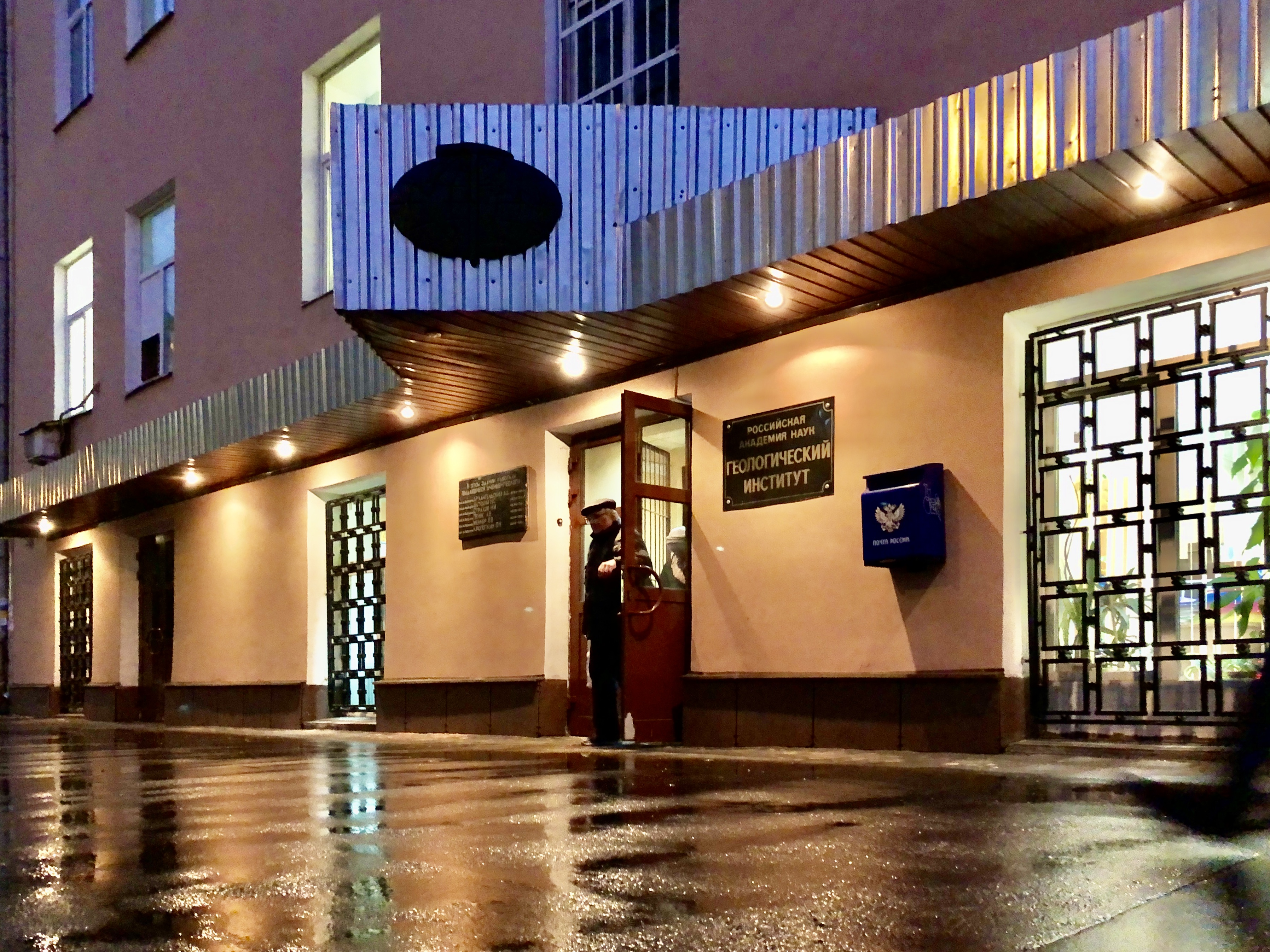
ГИН РАН в 2019 году

- Глобальные и региональные стратиграфические схемы на базе комплекса методов.
- Изотопная геохимия осадочных пород и хемостратиграфия.
- Взаимодействие геологических, геохимических и биотических факторов при седиментогенезе.
- Особенности седиментогенеза и литогенеза в структурах разного типа.
- Тектонические и геодинамические модели формирования и эволюции литосферы Земли и основных типов структур континентов и океанов.
- Неотектоника и современная геодинамика, как основа прогнозирования природных и техногенных катастроф.
- Внутриплитная тектоника и геодинамика, эволюция консолидированной коры.
- Геология ложа Мирового океана.
- Осадочные бассейны: строение, эволюция, первичные и вторичные концентрации минерального сырья; моделирование.
- Глобальные корреляции и модели геологических процессов и событий, направленные изменения и роль быстрых изменений и катастроф в истории Земли.
- Палеоклиматы позднего докембрия — фанерозоя: эволюция зональности, динамика, последствия климатических изменений.
- Взаимодействие в системе биота — геологическая среда — тектоника — климат — рудообразование в ключевые эпохи геологической истории и истории биосферы.
- Геология и металлогения Арктики (с 2024 года)
- История геологических наук.

## История

### Геологический институт (1930—1937)
8 марта 1930 года Геологический музей имени Петра I АН СССР (в городе Ленинграде) был разделён на три самостоятельных института, были образованы:
1. Геологический институт АН СССР (ГИН АН СССР)
2. Палеозоологический институт АН СССР (ПИН АН СССР)
3. Петрографический институт АН СССР (ПЕТРИН АН СССР)

Первым директором Геологического института АН СССР в Ленинграде, был избран на заседании Отделения физико-математических наук АН СССР академик В. А. Обручев (3 апреля 1930), утверждён в этой должности Общим собранием Академии наук СССР. Заместителем директора был назначен С. А. Гатуев.
В задачи нового института входило:
- геологическое изучение СССР и сопредельных стран,
- разработка вопросов стратиграфии,
- изучение осадков современного моря
- разработка вопросов сравнительной литологии,
- составление сводных работ по геологии СССР,
- организация геологического музея.

В конце сентября 1930 года определились основные направления деятельности института по изучению:
- геологии Центральной Азии,
- геологии полярных областей СССР,
- геологии морского дна, и в частности осадков Каспийского моря,
- отложений четвертичного периода,
- проведение палеофитологических работ

К 1931 году в штате института числилось 15 научных и 13 технических работников. При институте работал геологический музей и мастерские.
В 1932 году вышел первый том нового серийного геологического издания — «Труды Геологического института АН СССР», сотрудником-редактором был назначен М. Б. Едемский.
На заседании Президиума АН СССР 23 февраля 1933 года были назначены заведующие отделами:
- Д. В. Наливкин — стратиграфии и заместитель директора (1933—1934)[4]
- В. А. Обручев — литогенеза и геологии полезных ископаемых
- Д. И. Мушкетов — тектоники и геоморфологии в связи с тектоникой
- Н. Н. Славянов — гидрогеологии
- Г. А. Бонч-Осмоловский — изучения четвертичного периода

В 1934 году Институт переехал из Ленинграда в Москву, поменялся его кадровый состав и научные темы:
- подведение научно-исследовательской базы под поисковые и геолого-разведочные работы,
- изучение минеральных ресурсов важнейших в народнохозяйственном отношении областей СССР,
- изучение инженерно-геологических и гидрогеологических вопросов в связи с крупным строительством.

Институт был организующим центром по подготовке к 17 сессии Международного геологического конгресса (Москва, 1937).
Осенью 1937 года была сформирована новая структура института, существовали отделы (и их заведующие):
- палеонтологии и стратиграфии (М. Ф. Нейбург)
- сравнительной литологии (Н . М. Страхов)
- тектоники (Н. С. Шатский)
- геологии рудных месторождений (И. Ф. Григорьев)
- четвертичной геологии (Г. Ф. Мирчинк)
- инженерной геологии и гидрогеологии (Ф. П. Саваренский), с подотделами гидрогеологии (Г. Н. Каменский) и геологии вечной мерзлоты (М. И. Сумгин)

лаборатории:
- исследования физико-механических свойств горных пород (В. М. Файнциммер)
- динамики подземных вод (Г. Н. Каменский)
- изучения вечной мерзлоты в горных породах (М. И. Сумгин)
- химико-аналитическая (Э. С. Залманзон)
- механического анализа (М. А. Жиркевич)
- шлиховая (Н. В. Фролова)
- спектрального анализа (Н. В. Лизунов)
- шлифовальная (А. Я. Крайнюкова).

### Институт геологических наук (1937—1956)

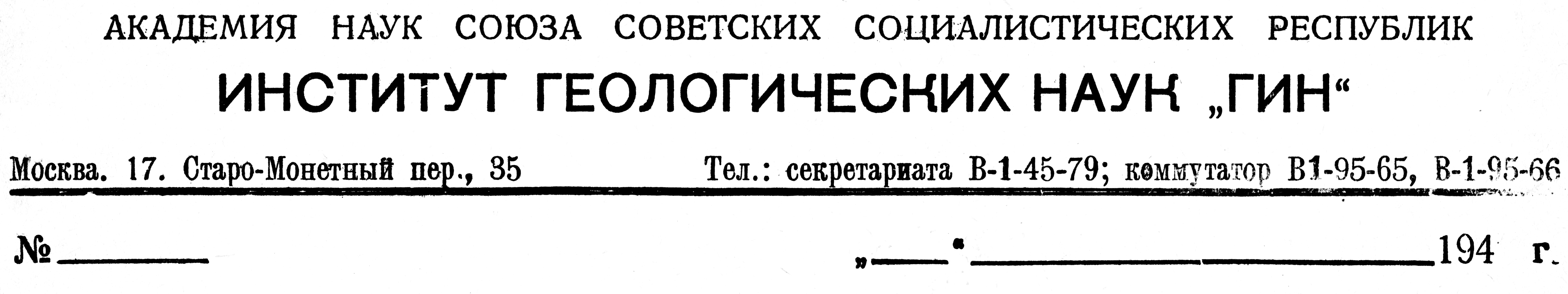
Институт геологических наук АН СССР (ГИН)

17 ноября 1937 года, после проведения 17 сессии Международного геологического конгресса в Москве, СНК СССР (по плану Третьей пятилетки) принял решение о реорганизации геологических учреждений в АН СССР. В декабре 1937 года были объединены в Институт геологических наук АН СССР (ИГН АН СССР или «ГИН»):
- Геологический институт
- Петрографический институт
- Институт геохимии, минералогии и кристаллографии им. М. В. Ломоносова.
- Произошло также объединение Минералогического музея и Геологического музея в «Геологический музей имени А. П. Карпинского», на правах отдела в Институте геологических наук[6].

Объединённый институт начал работать по 4 основным направлениям:
1. составление общей сводки работ по стратиграфии всей территории СССР, и изучению стратиграфии важных народнохозяйственных районов;
2. одновременное изучение слагающих её осадочных горных пород;
3. изучение тектонических процессов и уяснение связи с геологическим строением и полезными ископаемыми. Изучение истории геологического развития территории СССР в целом и отдельных частей, интересных для познания основных закономерностей геологического процесса;
4. подведение глубокой научной базы под методику поисков и разведок полезных ископаемых на основе изучения геологических условий, благоприятных для концентрации оруденения.

В начале 1950-х годов (в современном здании ГИН РАН) сформировалась новая структура ИГН АН СССР.

### Геологический институт (с 1956)

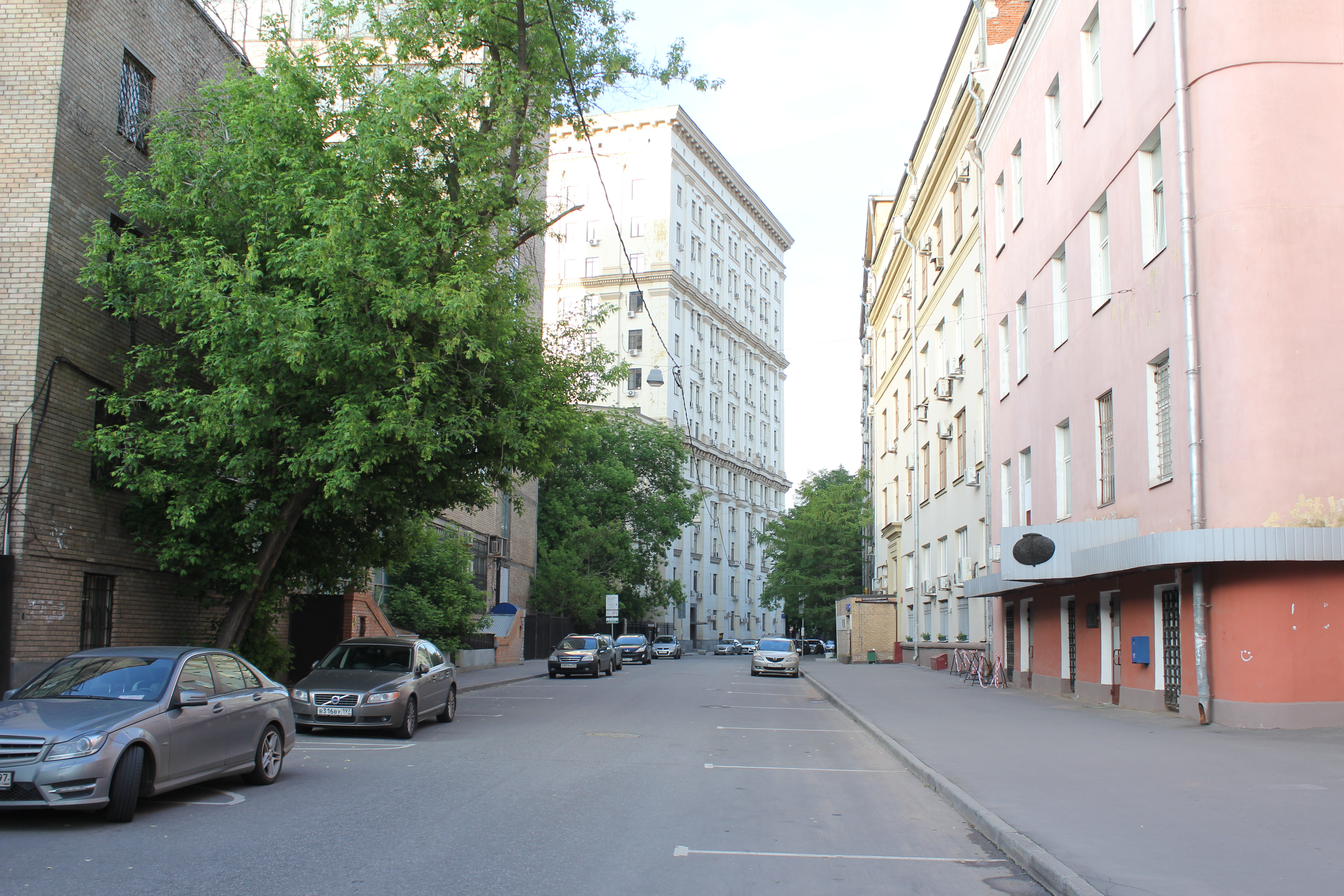
ГИН РАН в 2015 году

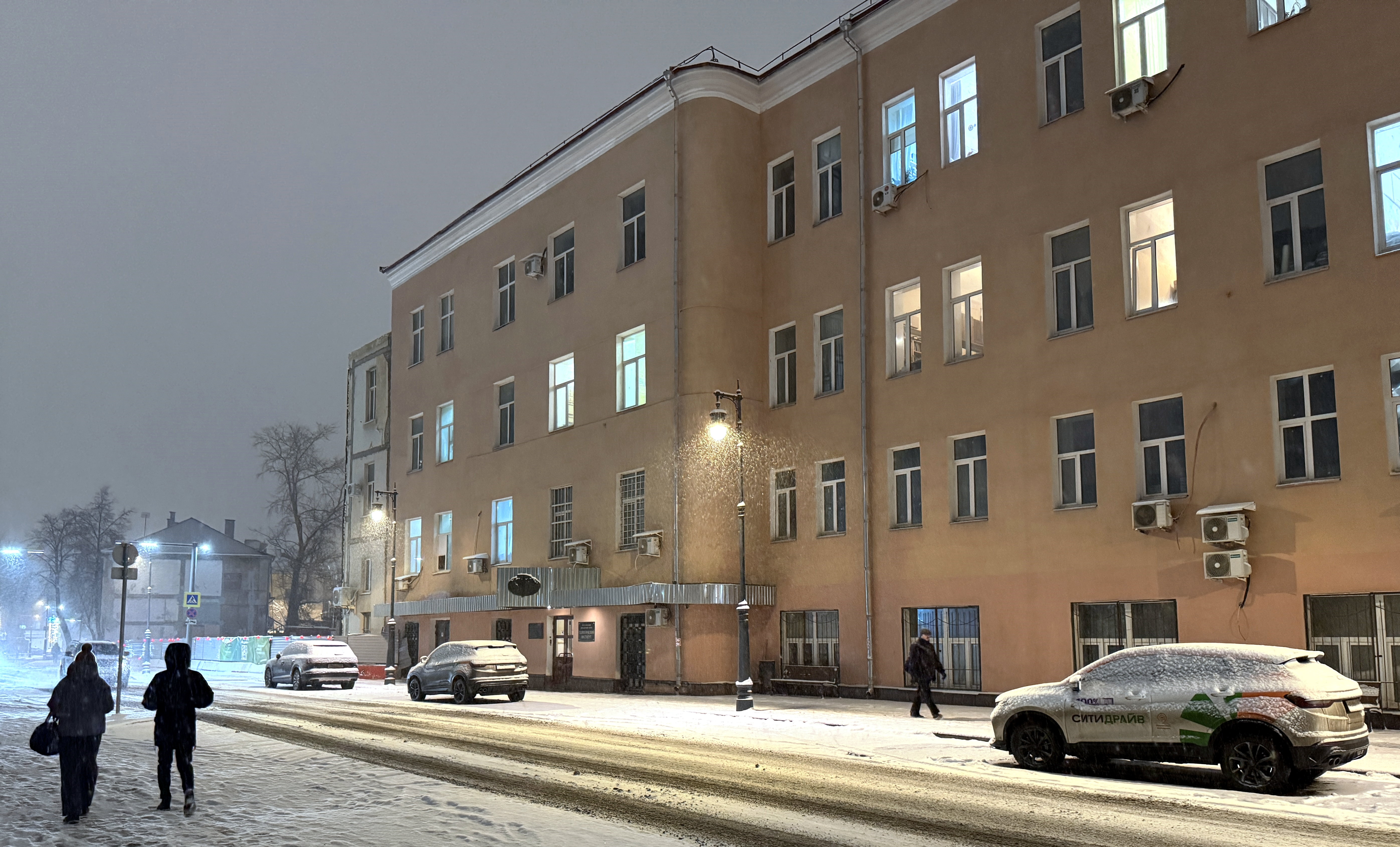
ГИН РАН в 2025 году

27 апреля 1944 года Президиум АН СССР признал необходимым реорганизовать Институт геологических наук, создав на его базе, в Отделении геолого-географических наук АН СССР:
- Геологический институт
- Институт минералогии и геохимии имени М. В. Ломоносова
- Институт петрографических исследований имени Ф. Ю. Левинсон-Лессинга
- Институт рудных месторождений
- Лаборатория геологии угля.
- Рассмотреть вопрос по организации работ по изучению докембрия.

В 1946 году было решено организовать Геологический институт на базе нескольких подразделений ИГН АН СССР:
- Отдел стратиграфии
- Отдел тектоники
- Отдел литологии
- Отдел четвертичной геологии.

13 января 1956 года Президиум АН СССР утвердил новое название и структуру Геологического Института (ГИН АН СССР):
- Дирекция
- Учёный совет Института
- Отдел стратиграфии (с Микрофаунистической лабораторией) — заведующий В. В. Меннер[10].
- Отдел палеофлористики и стратиграфии континентальных отложений (с лабораторией по изучению протерозойских палеозойских и мезозойских спор и пыльцы; и лабораторией по изучению спор и пыльцы кайнозя и четвертичной системы) — заведующий В. А. Вахрамеев
- Отдел региональной тектоники (с кабинетом тектонической карты и тектонической терминологии) — заведующий А. Л. Яншин
- Отдел общей и сравнительной тектоники (с кабинетом по изучению геологических формаций; и тектонико-геофизическим кабинетом) — заведующий Н. А. Штрейс
- Отдел литологии и осадочных полезных ископаемых (с лабораториями: химико-аналитическая, термического анализа, минералогического анализа, изучения глин, электронной микроскопии, рентгеноструктурная; кабинетами: битуминологический, литологии угленосных отложений и углепетрографии, аутигенного минералообразования) — заведующий Н. М. Страхов
- Отдел геологии четвертичных образований и генетических типов континентальных образований (с минералого-петрографической лабораторией; и кабинетом по изучению генетических типов континентальных отложений) — заведующий В. И. Громов
- Отдел геологии Центральной и Южной Азии — заведующий В. А. Обручев
- Отдел истории геологии — заведующий В. В. Тихомиров.
- Комплексные экспедиции.

В новом ГИН АН СССР тогда работало 252 человека, из них 127 научных сотрудников.
В 1969 году Президиум Верховного Совета СССР «за успехи в развитии геологической науки и подготовку высококвалифицированных научных кадров» Указом от 13 марта 1969 года наградил ГИН АН СССР Орденом Трудового Красного Знамени.
С конца ноября 1991 года называется Геологический институт РАН (ГИН РАН).
С 2004 года в состав ГИН РАН был включён Институт литосферы окраинных и внутренних морей РАН.
Основные направления исследований отделов ГИН РАН:
- Тектоника
- Стратиграфия
- Литология и геохимия.

В мае 2015 года Отдел истории геологии вернулся в ГИН РАН, он был реорганизован в Группу истории геологии.
В мае 2019 года состоялся переезд сотрудников из бывшего здания Института литосферы.
В марте 2020 года Лаборатория вулканогенно-осадочного и гидротермального литогенеза (Отдел литологии) была реорганизована в Лабораторию геологии и рудогенеза океанической литосферы (Отдел Тектоники).
В декабре 2020 года в Президиуме РАН было отмечено 90-летие Института.

## Награды института
- 1969 — Орден Трудового Красного Знамени, за успехи в развитии геологической науки и подготовке высококвалифицированных научных кадров[13].
- 1972 — Юбилейный почётный знак в ознаменование 50-летия образования Союза ССР, за достижение наивысших результатов во Всесоюзном социалистическом соревновании в ознаменование Пятидесятилетия образования СССР[14].
- 1999 — Грамота коллективу ГИН РАН от Министерства науки и технологий РФ, за большой вклад в развитие отечественной науки и в связи с 275-летием Российской академии наук.

## Руководство
Первым директором Геологического института АН СССР, находившегося тогда в Ленинграде, был академик В. А. Обручев, избранный на этот пост 3 апреля 1930 года на заседании Отделения физико-математических наук, и утверждённый в этой должности Общим собранием Академии наук СССР. По личной просьбе 20 октября 1933 года Президиум АН СССР освободил В. А. Обручева от должности директора Геологического института и поручил временное исполнение этих обязанностей академику А. А. Борисяку, его заместителем стал Д. В. Наливкин, остававшийся на этом посту до июля 1934 года, а учёным секретарём Института стал И. И. Катушенок.
Сразу же после постановления Совнаркома СССР от 25 апреля 1934 года о переезде академических институтов в столицу директором был избран академик А. Д. Архангельский, его заместителем назначен В. Н. Михневич, а учёным секретарем — Ф. А. Макаренко.
Совнарком СССР 17 ноября 1937 года принял решение о реорганизации геологических учреждений Академии наук СССР. В декабре 1937 года произошло слияние Геологического и Петрографического институтов с Институтом геохимии и минералогии им. М. В. Ломоносова. В результате был сформирован Институт геологических наук АН СССР (ИГН), директором которого избрали А. Д. Архангельского. Его заместителями стали И. Ф. Григорьев, С. А. Кашин и А. А. Блохин, который был в этой должности до 1940 года, а учёным секретарём Института — Г. А. Мирлин.
В январе 1939 года А. Д. Архангельский по личной просьбе в связи с резким ухудшением здоровья был освобожден от должности директора ИГН АН СССР. На смену ему пришел академик А. Н. Заварицкий, а в 1941 году директором стал член-корреспондент АН СССР И. Ф. Григорьев.
Директора ГИН и ИГН АН СССР (и заместители директоров по научным вопросам), по году утверждения в должности:
- 1930 — Обручев, Владимир Афанасьевич с 3 апреля 1930 (С. А. Гатуев)
- 1933 — Борисяк, Алексей Алексеевич и. о. с 20 октября 1933 (Д. В. Наливкин)
- 1934 — Архангельский, Андрей Дмитриевич (В. Н. Михневич; Г. Ф. Мирчинк (1936—1937); с 1937 — И. Ф. Григорьев, С. А. Кашин и А. А. Блохин)

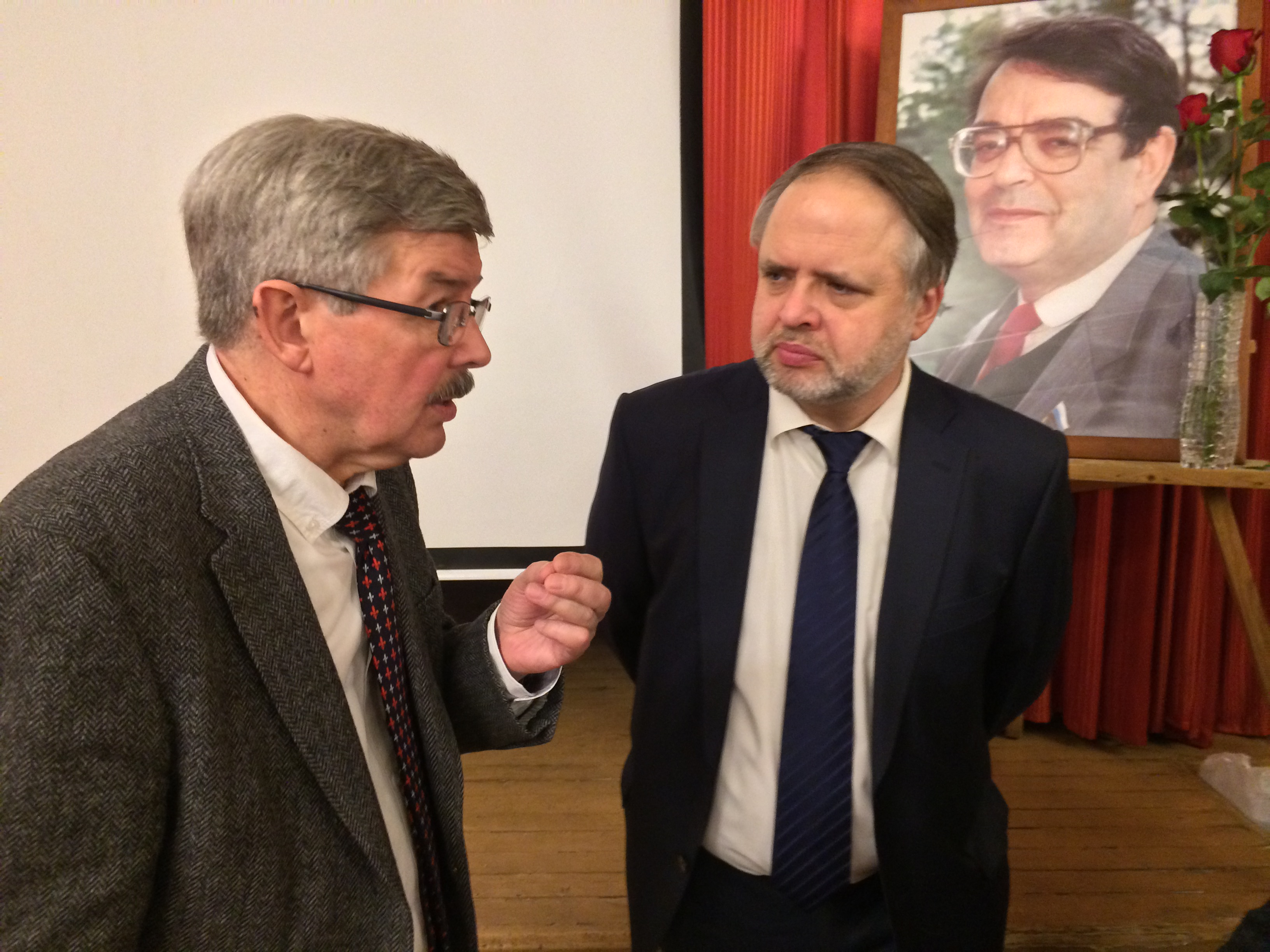
Директора ГИН РАН (М. А. Федонкин) и ИБР РАН (А. В. Васильев) на XVI-x Чтениях памяти Н. Н. Воронцова, 2017.

- (1938—1956) см. Институт геологических наук АН СССР
- 1956 — Шатский, Николай Сергеевич с 13 января 1956 (А. В. Пейве)
- 1961 — Пейве, Александр Вольдемарович с декабря 1960 (П. П. Тимофеев, В. В. Меннер, В. А. Крашенинников)
- 1986 — Тимофеев, Пётр Петрович с апреля 1986
- 1989 — Книппер, Андрей Львович с 16 января 1989
- 1994 — Леонов, Юрий Георгиевич с 4 мая 1994
- 2005 — Леонов, Михаил Георгиевич с 1 января 2005
- 2009 — Федонкин, Михаил Александрович с 29 декабря 2009 (Н. Б. Кузнецов, В. Ю. Лаврушин)
- 2018 — Дегтярёв, Кирилл Евгеньевич с 25 сентября 2018 (Н. Б. Кузнецов, В. Ю. Лаврушин)

Учёные секретари института, по году назначения:
- 1930 — А. Ф. Забегаев
- 1933 — Е. В. Павловский
- 1933 — Катушенок, Иван Иосифович
- 1934 — Ф. А. Макаренко
- 1937 — Мирлин, Гилель Авсеевич
- (1938—1956) см. Институт геологических наук АН СССР
- 1956 — Равский, Эдмунд Иосифович
- 1961 — М. С. Марков
- 1964 — К. И. Кузнецова
- 1969 — Т. Г. Павлова
- 1972 — Гербова, Валентина Григорьевна
- 1997 — [уточнить]
- 20?? — Карякин, Юрий Викторович
- 2017 — Александрова, Галина Николаевна[16]

## Современная структура

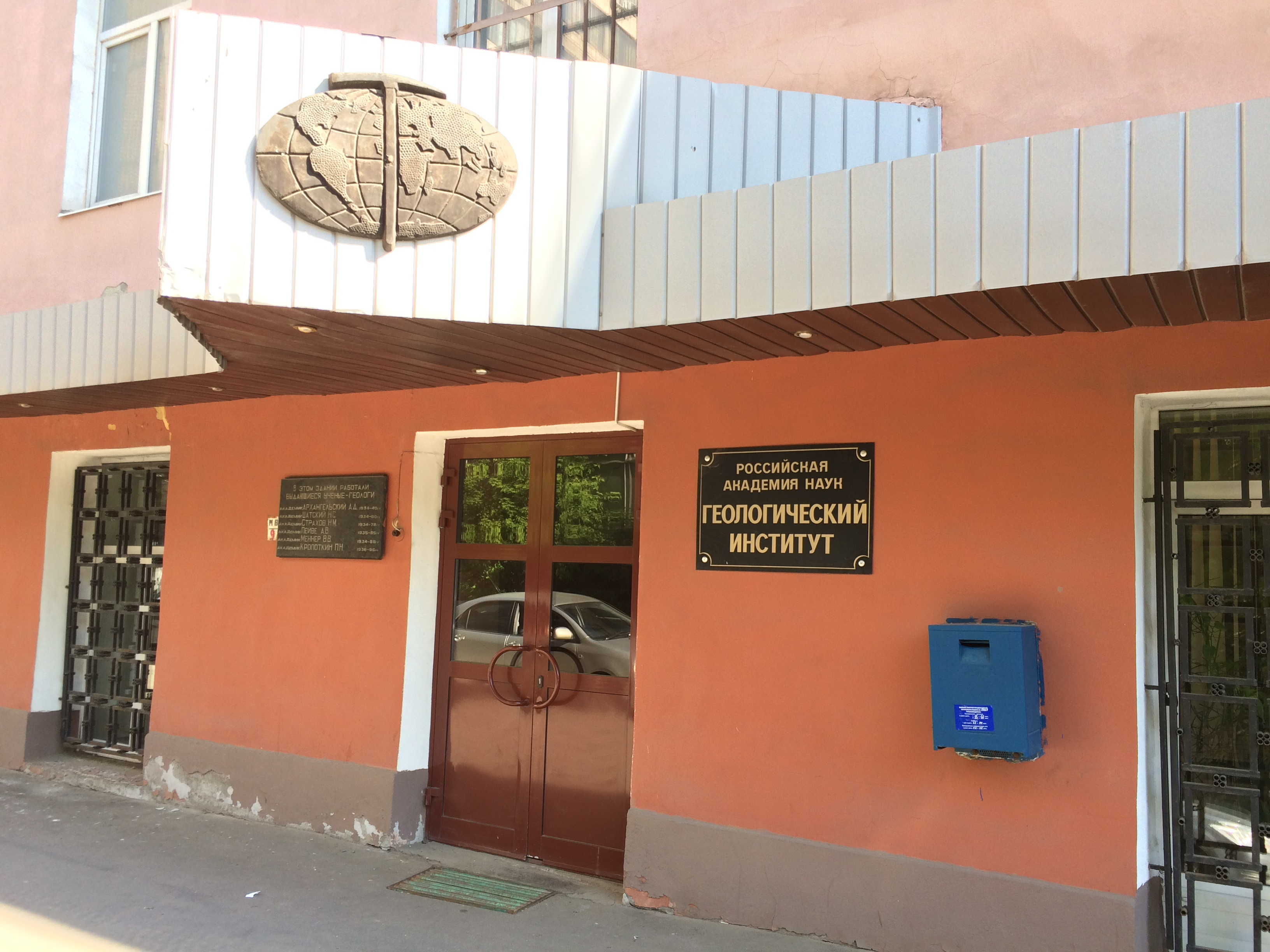
ГИН РАН в 2016 году

В состав Геологического института входят:
Отдел тектоники
- Лаборатория геодинамики позднего докембрия и фанерозоя
- Лаборатория тектоники консолидированной коры
- Лаборатория тектоники океанов и приокеанических зон
- Лаборатория геоморфологии и тектоники дна океанов
- Лаборатория неотектоники и современной геодинамики
- Лаборатория геологии офиолитов
- Лаборатория тектоники раннего докембрия
- Лаборатория палеомагнетизма
- Лаборатория сравнительного анализа осадочных бассейнов
- Лаборатория тепломассопереноса
- Лаборатория геологии и минерагении полярных областей
- Лаборатория минералогического и трекового анализа
- Лаборатория геологии и рудогенеза океанической литосферы.

Отдел стратиграфии
- Лаборатория стратиграфии верхнего докембрия
- Лаборатория стратиграфии фанерозоя
- Лаборатория микропалеонтологии
- Лаборатория палеофлористики
- Лаборатория биостратиграфии
- Лаборатория стратиграфии четвертичного периода

Отдел литологии
- Лаборатория литогенеза
- Лаборатория седиментологии и геохимии осадочных бассейнов
- Лаборатория физических методов изучения породообразующих минералов
- Лаборатория химико-аналитических исследований
- Лаборатория геохимии изотопов и геохронологии

А также:
- Группа истории геологии
- Группа тектонической карты.

### Члены РАН
Среди сотрудников и членов Учёного совета:
Академики РАН
- Дегтярёв, Кирилл Евгеньевич
- Федонкин, Михаил Александрович
- Ханчук, Александр Иванович

Члены-корреспонденты РАН
- Герман, Алексей Борисович
- Диденко, Алексей Николаевич
- Кузнецов, Николай Борисович
- Маслов, Андрей Викторович
- Покровский, Борис Глебович
- Соколов, Сергей Дмитриевич

Профессора РАН
Почетное звание «Профессор РАН» присвоено:
- 2015 — Наугольных, Сергей Владимирович (c 29 декабря 2015) ОНЗ РАН[18].
- 20?? — Соловьёв, Алексей Викторович[19][20]
- 2022 — Рогов, Михаил Алексеевич[21].

## Научные темы
Основные научные темы института с 2018 года:
- Тектоника плит и тектоника плюмов в истории докембрийских орогенов в сравнении с фанерозойскими орогенами.
- Тектонические обстановки и хронология процессов формирования континентальной коры западной части Центрально-Азиатского складчатого пояса и Урала.
- Факторы и механизмы новейшей структурной эволюции Альпийско-Гималайского и Притихоокеанского подвижных поясов.
- Комплексы пассивных и активных окраин и офиолиты в складчатых поясах обрамления Сибирской платформы, в структурах Урала и Новосибирских островов.
- Верхнекоровые структурно-морфологические ансамбли платформ и подвижных поясов: тектоническая эволюция и связь с глубинным строением (на примере Восточно-Европейской платформы и подвижных зон Евразии).
- Геодинамические аспекты структурообразующих, магматических и осадочных процессов в палеозойско-мезозойской истории Северо-Восточной Азии.
- Тектоника, магматизм, геодинамика, металлогения, углеводородный потенциал Атлантического и Арктического океанов и их окраин.
- Тектоно-седиментационные системы: строение и развитие.
- Геотермическая и изотопно-геохимическая специфика осадочных бассейнов Арктического и Каспийско-Черноморского регионов.
- Эволюция палеозойских и мезозойских осадочных бассейнов Дальнего Востока России, Арктики и Кавказа, по данным геохронологии и минералогического анализа.
- Опасные геологические процессы в Мировом океане: связь с геодинамическим состоянием литосферы, рельефом и новейшими движениями.
- Уточнение обоснования стратиграфических подразделений верхнего докембрия России на комплексной основе и оценка фациального влияния на стратиграфическое разрешение микрофоссилий и строматолитов.
- Высокоразрешающая стратиграфия фанерозоя Северного полушария как основа для реконструкции факторов среды в морских бассейнах и сценариев изменения палеогеографических обстановок в различные геологические эпохи.
- Палеонтологическое обоснование стратиграфической шкалы верхнего кайнозоя Северной Евразии.
- Динамика развития микробиоты, биостратиграфия, палеообстановки и палеогеография бассейнов позднего палеозоя-кайнозоя Северной Евразии.
- Мезозойские и кайнозойские биособытия в Аркто-Бореальной области и их корреляция на основе исследования этапности развития микроорганизмов.
- Фитостратиграфия, палеофлористика, кризисные события кайнозоя, мезозоя и палеозоя различных регионов Евразии, палеоклиматические, палеофитоценотические и палеофитогеографические реконструкции.
- Изменение вещественного состава верхней океанической коры и рудогенез в условиях тектоно-магматической и гидротермальной активности в приконтинентальных участках океанских рифтов (Тихий океан).
- Формирование литологических и минералого-геохимических особенностей осадочного чехла Европейской части России и сопредельных областей в различных палеогеографических и палеотектонических обстановках.
- Современные рудообразующие процессы при взаимодействии флюид-осадок в Атлантическом океане.
- Элизионные процессы в осадочных породных бассейнах; флюидодинамика рассолов, нефти и газа и осадочно-гидротермальное рудообразование.
- Реальное строение и фазовые преобразования глинистых минералов как отражение локальных условий их образования.
- Установление фоновых и техногенных содержаний тяжелых металлов в почвах в целях выявления их взаимных геохимических связей и связей с минералами-носителями.
- Изотопно-геохимические показатели возраста и природы хемостратиграфических маркеров и этапов литогенеза в осадочных толщах позднего докембрия и фанерозоя.
- Поздний кайнозой Северной Евразии: изотопная хронология и периодизация эндогенных и экзогенных событий.
- История важнейших достижений в геологии и горных науках: Информационная система «История геологии и горного дела».
- Исследование методических проблем микроэлементного и изотопного анализа различных типов горных пород и минералов методом ИСП МС с использованием масс-спектрометра высокого разрешения при подаче пробы в виде водного и сухого аэрозолей.
- Разработка основополагающих принципов и методов геологической медицины при проведении мониторинга природных сред и биомониторинга населения различных регионов России для выявления изменений в биосфере.
- Юра и нижний мел Панбореальной надобласти: инфразональная стратиграфия, палеобиогеография, систематика и палеоэкология ключевых групп морских организмов.
- Тектоническая эволюция платформ и орогенных поясов Северной Евразии на основе палеомагнитных данных.

## Научные издания
Издания связанные с ГИН РАН:
- Труды Геологического института АН СССР и РАН
- Стратиграфия. Геологическая корреляция
- Геотектоника
- Литология и полезные ископаемые
- Бюллетень Комиссии по изучению четвертичного периода
- Геологическая изученность СССР
- Очерки по истории геологических знаний

## Память

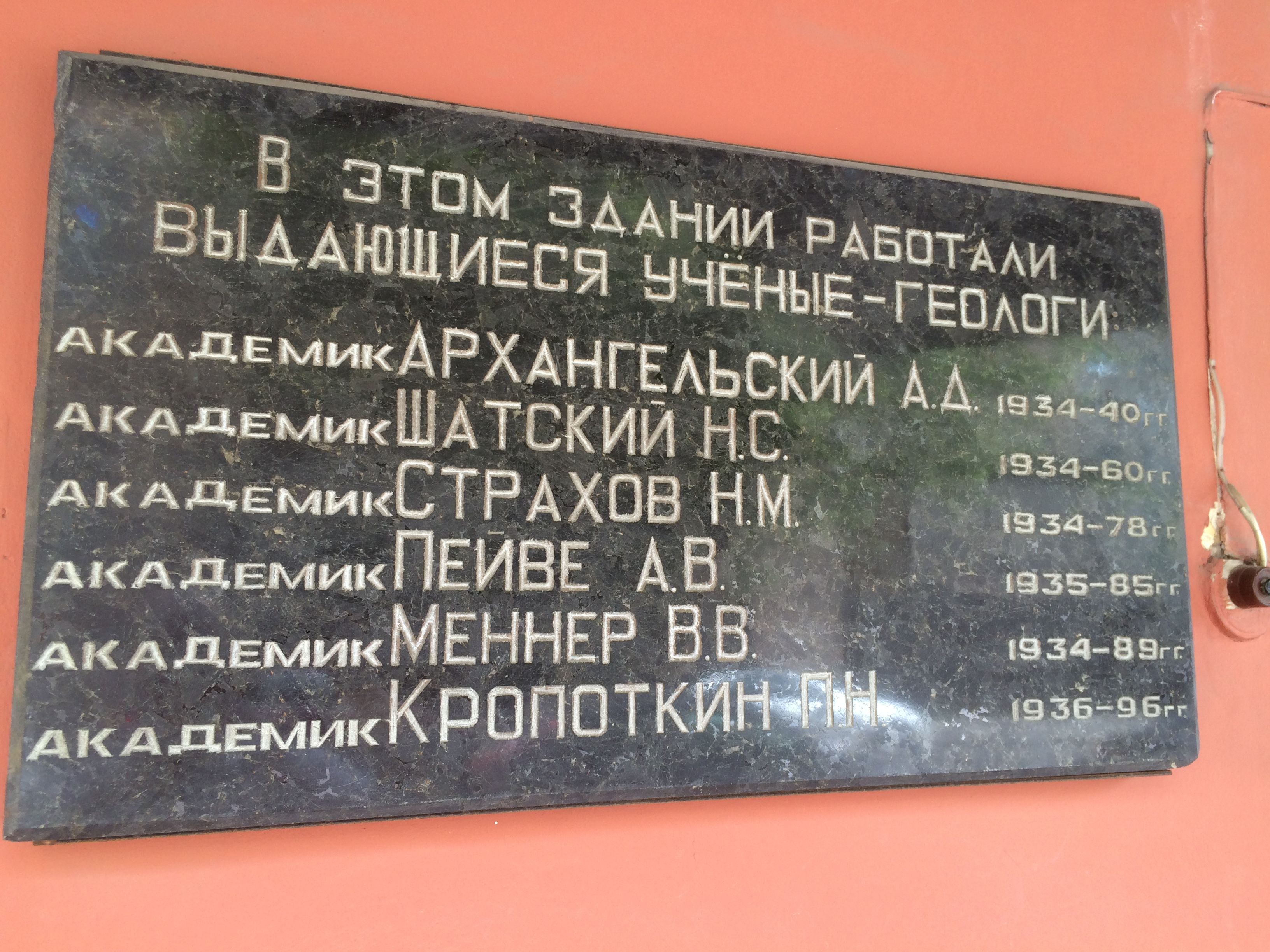
Мемориальная доска в ГИН РАН, 1999

На фасаде здания в 1999 году была установлена мемориальная доска «В память выдающихся ученых-геологов Геологического института РАН».